# Unionville (Nevada)
Unionville – małe wymarłe miasto w hrabstwie Pershing na północnym zachodzie Nevady. Najlepsze lata od roku 1870. Do 1873 było stolicą hrabstwa Humboldt (wówczas Pershihg było jego częścią). Pozostała po nim szkoła i kilka budynków.